# Gus Williams
Gus Williams (ur. 10 października 1953 w Mount Vernon, zm. 15 stycznia 2025) – amerykański koszykarz, występujący na pozycji rozgrywającego, mistrz NBA z 1979 roku.
Mierzący 188 cm wzrostu koszykarz studiował na University of Southern California. Do NBA został wybrany z 20. numerem w drafcie w 1975 przez Golden State Warriors. W debiutanckim sezonie 1975/1976 zajął drugie miejsce w głosowaniu na debiutanta roku NBA.
W Warriors spędził dwa sezony, później odszedł do Seattle SuperSonics, gdzie spędził najlepszy okres w karierze i w 1979 wywalczył swój (i zespołu) jedyny pierścień mistrzowski. W latach 1984–86 grał w Washington Bullets. W NBA spędził 12 lat, zdobywając łącznie 14 093 punktów. W NBA zanotował 4597 asyst.  Karierę kończył w 1987 w Atlancie Hawks.
Dwa razy był wybierany do meczu gwiazd NBA (1982, 1983).
W NBA występował również jego młodszy brat – Ray.

## Osiągnięcia

### NCAA
- Zaliczony do II składu All-American (1975)[5]

### NBA
- Mistrz NBA (1979)[6]
- Wicemistrz NBA (1978)[6]
- 2-krotny uczestnik meczu gwiazd NBA (1982–1983)[7]
- Laureat nagrody NBA Comeback Player of the Year Award (1982)[8]
- Wybrany do:
  - I składu:
    - NBA (1982)[9]
    - debiutantów NBA (1976)[10]

  - II składu NBA (1980)[9]
- 2-krotny zawodnik tygodnia NBA (10.01.1982, 20.03.1983)[11]
- Klub Seattle SuperSonics zastrzegł należący do niego w numer 1[12]
- Lider play-off w średniej przechwytów (1978)[13]